# قاتل أخيه (قصة قصيرة)
قاتل أخيه (بالألمانية: Ein Brudermord) قصة قصيرة ألمانية من تأليف الكاتب التشيكي فرانز كافكا، كتبها في الفترة من ديسمبر 1916 وحتى يناير 1917، ونشرت للمرة الأولى في 1917، وظهرت مرة أخرى ضمن مجموعة من قصص كافكا القصيرة «طبيب ريفي» (Ein Landarzt). وهي تعد واحدة من قصص كافكا الأكثر واقعية وعنفاً.

## القصة
تتحدث القصة عن «شمار» القاتل وضحيته «ويسه». على الرغم من أن الدافع وراء الجريمة لم يوضح في أي جزء من القصة، إلا أنه يمكن التكهن بأن الجريمة هي مسألة غيرة. وكذلك فليس في القصة أي ما يدل على أن القاتل والضحية أشقاء على عكس ما يدل عليه عنوان القصة، وقد يشير كافكا بذلك إلى قصة قابيل وهابيل في الكتاب المقدس.
عنصر مهم في القصة وهو شخصية «بالاس» الذي شاهد الجريمة بأكملها وتدخله كان يمكن أن ينقذ ويسه، شخصية أخرى ذكرت في القصة وهي «جوليا» زوجة الضحية التي يذكر في القصة أنها كانت تنتظر زوجها لتأخره على غير العادة في ليلة مقتله.